# Dom Cavati
Dom Cavati is een gemeente in de Braziliaanse deelstaat Minas Gerais. De gemeente telt 5.811 inwoners (schatting 2009).

## Aangrenzende gemeenten
De gemeente grenst aan Inhapim, São João do Oriente en Tarumirim.

## Verkeer en vervoer
De plaats ligt aan de weg BR-116/BR-458.